# Canning Town (Metropolitano de Londres)
Canning Town é uma estação de intercâmbio localizada em Canning Town, Londres para os serviços do Metrô de Londres, Docklands Light Railway (DLR) e London Buses.
Foi projetada como uma estação de metropolitano intermodal e terminal de ônibus, inaugurada totalmente em 1999 como parte da extensão da linha Jubilee - substituindo o local da estação original ao norte da A13.
Em 11 de novembro de 2015, o prefeito de Londres anunciou que ela seria rezoneada para ficar no limite da Zona 2 e da Zona 3 do Travelcard.